# 88th Street
88th Street – stacja metra nowojorskiego, na linii A. Znajduje się w dzielnicy Queens, w Nowym Jorku i zlokalizowana jest pomiędzy stacjami 80th Street i Rockaway Boulevard. Została otwarta 25 września 1915.